# Marly (Zwitserland)
Marly is een gemeente en plaats in het Zwitserse kanton Fribourg, en maakt deel uit van het district Saane/Sarine.
Marly telt 7277 inwoners.

## Geboren
- Yvon Mvogo (1994), voetballer